# Sceloporus mucronatus
Sceloporus mucronatus este o specie de șopârle din genul Sceloporus, familia Phrynosomatidae, descrisă de Cope 1885. A fost clasificată de IUCN ca specie cu risc scăzut.

## Subspecii
Această specie cuprinde următoarele subspecii:
- S. m. aureolus
- S. m. mucronatus
- S. m. olsoni
- S. m. omiltemanus